# Contea di Hancock (Illinois)
La contea di Hancock (in inglese Hancock County) è una contea dello Stato dell'Illinois, negli Stati Uniti. La popolazione al censimento del 2000 era di 20 121 abitanti. Il capoluogo di contea è Carthage.